# Schwarzwaldhochstraße

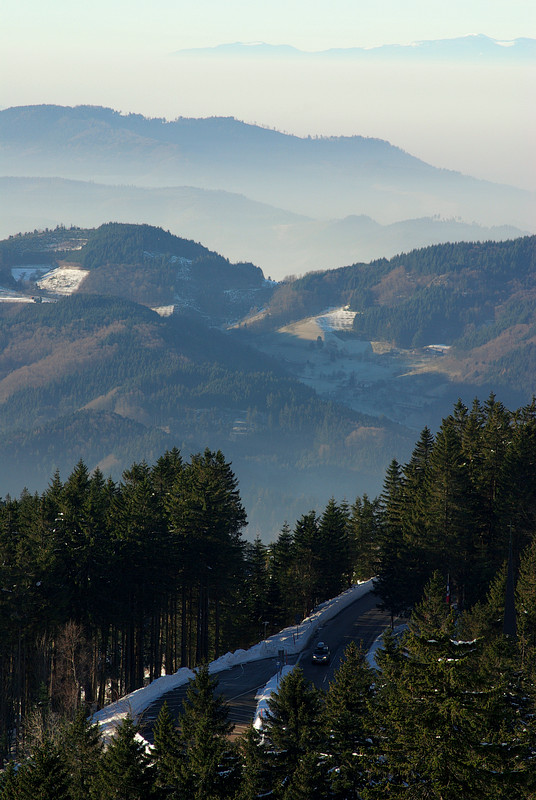
La Schwarzwaldhochstrasse e il Mummelsee.

La Schwarzwaldhochstraße (in it. strada alta della Foresta Nera) è una delle più antiche strade turistiche in Germania, e una delle più conosciute. Venne aperta nel 1930, per scopi militari, ma grazie al panorama divenne presto meta di turisti. La strada fa parte oggi della B 500.
La Schwarzwaldhochstraße inizia a Baden-Baden e termina a Freudenstadt. 
Lungo il percorso ci sono diversi punti di sosta dotati di tavoli da pic-nic, alberghi e luoghi molto pittoreschi, come il Mummelsee.